# Antique (Filipinas)
Antique é um província de  segunda classe de renda da província (d) na região Visayas Ocidentais (Região VI), nas Filipinas. De acordo com o censo de 1 de maio  de  2020 possui uma população de 612 974 pessoas e 128 753 domicílios. A sua capital é San Jose.

## Subdivisões
Municípios
- Anini-y
- Barbaza
- Belison
- Bugasong
- Caluya
- Culasi
- Hamtic
- Laua-an
- Libertad
- Pandan
- Patnongon
- San Jose
- San Remigio
- Sebaste
- Sibalom
- Tibiao
- Tobias Fornier
- Valderrama